# Josef Hempelmann
Josef Hempelmann (Lohne, 1893. szeptember 26. – Lohne, 1967. április 27.) német politikus, építész és tájépítész. A Kereszténydemokrata Unió pártot képviseli vagy képviselte korábban.
1946 és 1950 között Lohne polgármestere.